# HD129175
HD129175 — хімічно пекулярна зоря спектрального класу
A2 й має  видиму зоряну величину в смузі V приблизно  5,8.
Вона  розташована на відстані близько 317,3 світлових років від Сонця.

## Фізичні характеристики
Зоря HD129175 обертається 
досить швидко 
навколо своєї осі. Проєкція її екваторіальної швидкості на промінь зору становить  Vsin(i)=144км/сек.